# 本間江梨
本間 江梨（ほんま えり、1981年8月4日 - ）は、日本の女子インドアバレーボール選手、ビーチバレーボール選手、ビーチテニス選手。

## 来歴
茨城県日立市出身。小学校1年生よりバレーボールを始める。大成女子高校時代、春高バレー準優勝・インターハイ等に出場した。
卒業後はVリーグのイトーヨーカドーに所属、内定選手として高校3年生から活躍していたが1年で退社。その後ビーチバレーに転向し、21歳以下ジュニア全日本代表としてジュニア世界選手権9位、アジア選手権ではベスト8の成績を収めた。
2001年、イタリア・セリエAのモデナに入団。リーグ優勝、ヨーロッパ選手権制覇を経験。ベストリベロ賞獲得、日本人初MVP2回、セリエAでは日本人初の全試合フル出場(2002年)という快挙を達成した。
2002年、ロシアリーグのサモロードクに移籍。前年度2部最下位から極東1部リーグ、翌シーズンのスーパーリーグ昇格に貢献し、ベストリベロ賞に加え、最も感動を与えた選手に贈られる賞である『priz zritelskih simpatij』も受賞した。
2003年、インドアバレー全日本代表候補合宿招集されるも、チームがシーズン中のため不参加。
2004年、怪我治療のため帰国して以降休業状態であったが、2008年7月、西堀育実とペアを組んでビーチバレーに復帰した。
その後、ビーチテニスに転向、2019年から大塚絵梨奈をパートナーとして活動する。

## 人物
- 実兄はプロサッカー選手の本間幸司。

## 所属チーム
- 大成女子高校
- イトーヨーカドープリオール（2000-2001年）
- モデナ（2001-2002年）
- サモロードク（2002-2003年）